# Station Bramsche
Station Bramsche (Bahnhof Bramsche) is een spoorwegstation in de Duitse plaats Bramsche, in de deelstaat Nedersaksen. Het station ligt aan de spoorlijn Oldenburg - Osnabrück. Het station telt drie perronsporen, waarvan twee aan een eilandperron. Op het station stoppen alleen treinen van de NordWestBahn.

## Treinverbindingen
De volgende treinseries doen station Bramsche aan:
| Serie | Treinsoort                      | Route                                                                             | Bijzonderheden |
| ----- | ------------------------------- | --------------------------------------------------------------------------------- | -------------- |
| RE 18 | Regional-Express (NordWestBahn) | Wilhelmshaven Hbf – Oldenburg (Oldb) Hbf – Cloppenburg – Bramsche – Osnabrück Hbf |                |
| RB 58 | Regionalbahn (NordWestBahn)     | Osnabrück Hbf – Bramsche – Vechta – Delmenhorst – Bremen Hbf                      | Der Bramscher  |